# Fort Suisse
Het Fort Suisse is een redoute in de tot het Noorderdepartement behorende plaats Hooimille, gelegen aan de Route du Looweg.
De redoute werd aangelegd in 1676 aan de zuidzijde van de versterkingen van Sint-Winoksbergen nadat een andere redoute, Fort Lapin, werd gebouwd, die Sint-Winoksbergen aan de noordzijde moest beschermen. Beide redoutes waren oorspronkelijk in aarde opgetrokken. Einde 18e eeuw werd Fort Suisse voorzien van een ingangsgebouw in baksteen, met aan elke zijde van de toegang een kazemat.
In de loop van de 20e eeuw werd de redoute door het leger verkocht aan een particulier.
De redoute verkeert in slechte staat.